# België op de Paralympische Winterspelen 2010
België nam deel aan de Paralympische Winterspelen 2010 in Vancouver, Canada. Natasha De Troyer was met haar begeleider Diego Van de Voorde de enige deelneemster.

## Deelnemers en resultaten

### Alpineskiën
| Olympiër          | Discipline                             | Resultaat | Prestatie                  |
| ----------------- | -------------------------------------- | --------- | -------------------------- |
| Natasha De Troyer | Afdaling Klasse Visueel Beperkt        | 8e        | 1'48,85"                   |
| Natasha De Troyer | Slalom Klasse Visueel Beperkt          | 7e        | 1'04,27" 1'13,92" 2'18,19" |
| Natasha De Troyer | Reuzenslalom Klasse Visueel Beperkt    | -         | DNF DNA                    |
| Natasha De Troyer | Super G Klasse Visueel Beperkt         | 5de       | 1'44,03"                   |
| Natasha De Troyer | Supercombinatie Klasse Visueel Beperkt | 5de       | 1'48,87" 1'04,58" 2'53,45" |

Andorra · 
Argentinië · 
Armenië · 
Australië · 
België · 
Bosnië en Herzegovina · 
Bulgarije · 
Canada · 
Chili · 
China · 
Denemarken · 
Duitsland · 
Finland · 
Frankrijk · 
Griekenland · 
Groot-Brittannië · 
Hongarije · 
IJsland · 
Iran · 
Italië · 
Japan · 
Kazachstan · 
Korea · 
Kroatië · 
Mexico · 
Mongolië · 
Nederland · 
Nieuw-Zeeland · 
Noorwegen · 
Oekraïne · 
Oostenrijk · 
Polen · 
Roemenië · 
Rusland · 
Servië · 
Slovenië · 
Slowakije · 
Spanje · 
Tsjechië · 
Verenigde Staten · 
Wit-Rusland · 
Zuid-Afrika · 
Zweden · 
Zwitserland